# Markus Feuerfeil
Markus Feuerfeil (* 29. Dezember 1980 in Wien) ist ein ehemaliger österreichischer Fußballtorhüter. Bekannt ist er für seine Zeit bei der VfB Admira Wacker Mödling, dem TSV Hartberg und beim 1. FC Vöcklabruck.

## Karriere
Feuerfeil begann seine Karriere in der Jugendmannschaft des ASK Kaltenleutgeben in Niederösterreich. Nach guten Leistungen beim Jugendverein wechselte er in die Akademie von VfB Admira Wacker Mödling, wo er in der Saison 2000/01 unter Hans Krankl in der ersten Mannschaft Ersatztorhüter war.
Sein Bundesligadebüt gab Feuerfeil am 4. Mai 2002 gegen die SV Ried, als er von Anfang an im Tor der Mödlinger stand. In diesem Spiel erhielt er auch die gelbe Karte. Das Spiel ging 1:3 verloren. Ein weiterer Einsatz und einem in der folgenden Saison folgten.
2005, nach einem vereinslosen Jahr, wechselte er zum TSV Hartberg in die Steiermark. Nach dem Aufstieg der Hartberger in die zweithöchste Spielklasse Österreichs war Feuerfeil Stammtorhüter. Im darauffolgenden Jahr kam der Wiederabstieg. Nachdem Feuerfeil den Oststeirern ein Jahr die Treue hielt, wechselte er 2007 zum 1. FC Vöcklabruck, mit welchem er abermals den Aufstieg in die ADEG Erste Liga schaffte.
Nachdem sich der Stammtorhüter des TSV Hartberg, Jürgen Rindler, verletzte, wurde der nach der Auflösung des 1. FC Vöcklabruck vereinslose Feuerfeil am 22. September 2009 neuerlich von den Steirern verpflichtet. Nur kurz darauf wurde er in der Winterpause der Spielzeit 2009/10 wieder vom Verein entlassen. Nach dieser Entlassung wechselte er zum SV Würmla in die Regionalliga Ost.

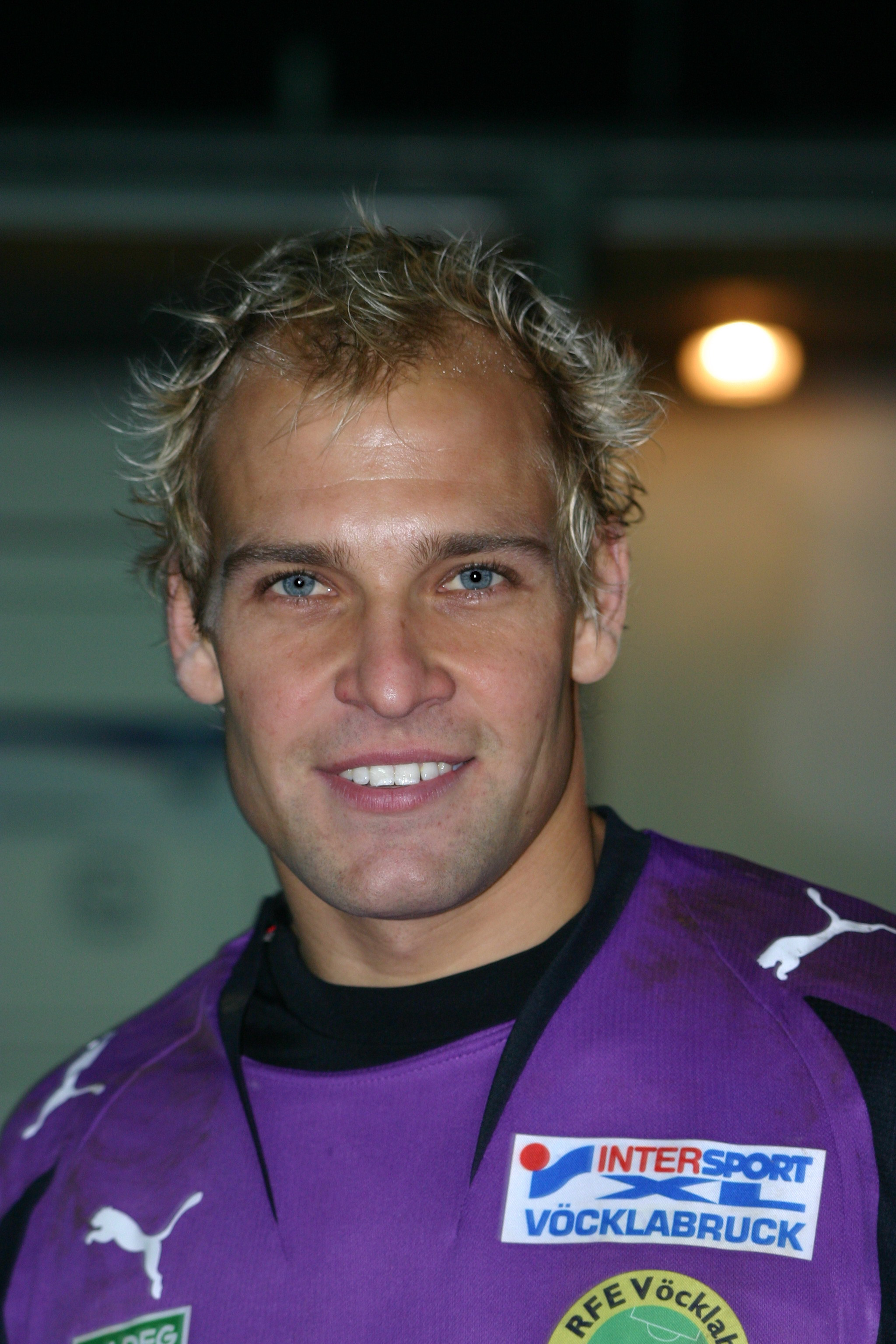
Markus Feuerfeil in Diensten des 1. FC Vöcklabruck
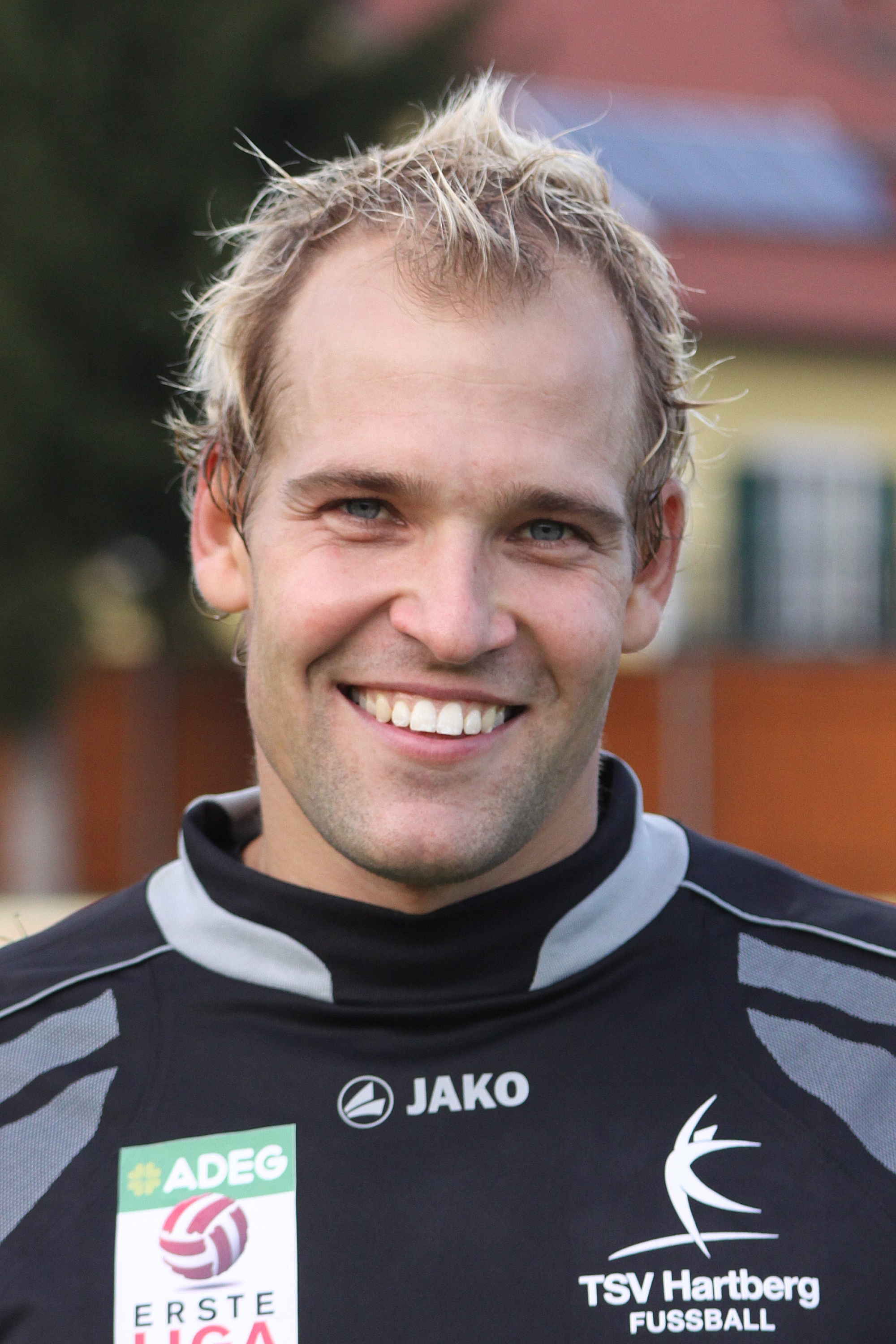
Markus Feuerfeil in Diensten des TSV Hartberg
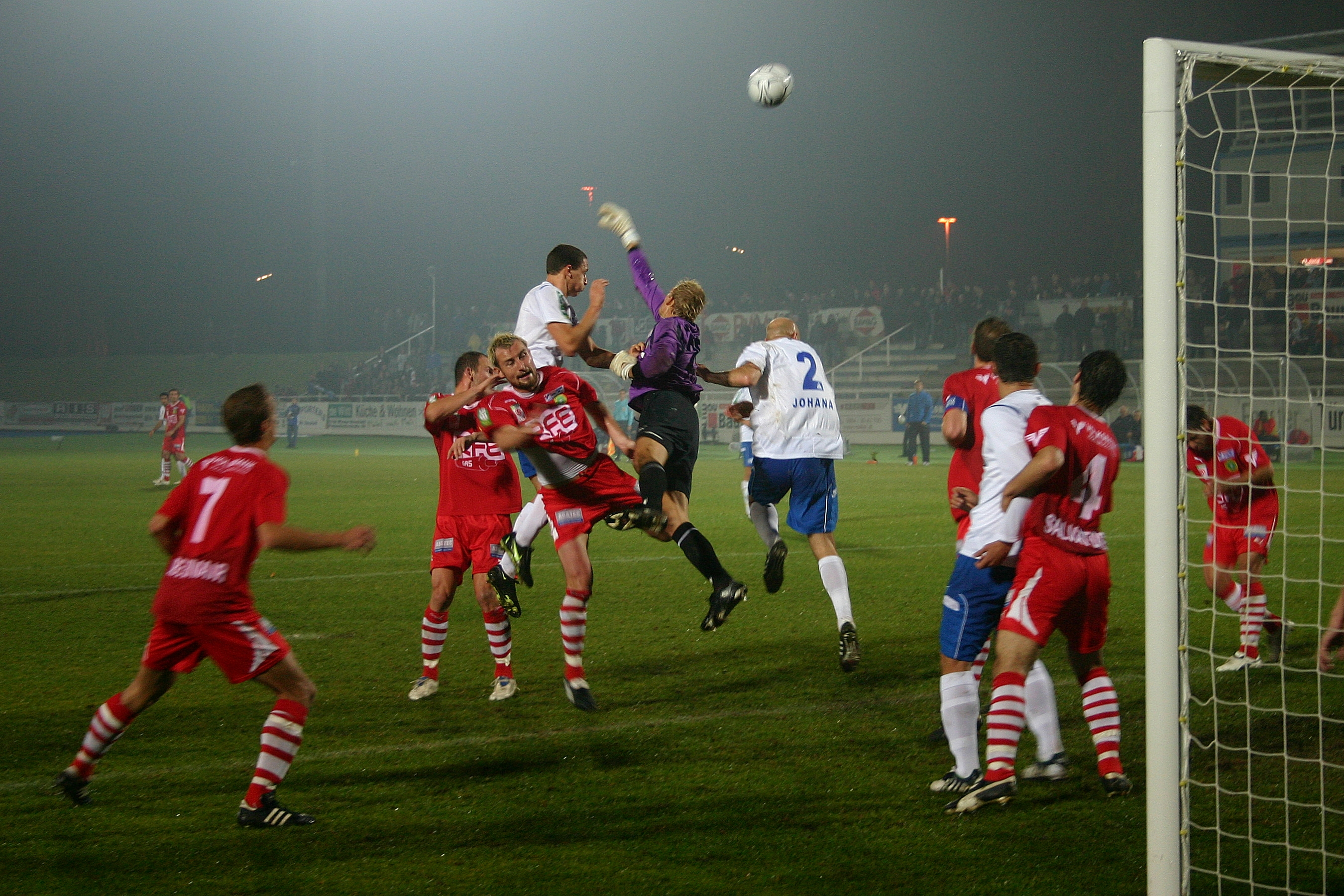
Markus Feuerfeil als Turm in der Schlacht des 1. FC Vöcklabruck